# Gereon Grzenia-Romanowski
Gereon Grzenia-Romanowski vel Gereon Grzenia ps. „Zielony”, „Gwardiuk” (ur. 19 marca 1916 w Piecach, zm. 18 stycznia 1983 w Warszawie) – kontradmirał Marynarki Wojennej PRL, doktor nauk ekonomicznych.

## Życiorys
Był synem Jana Grzeni i Agnieszki z Laskowskich. Od 1923 uczęszczał w Chojnicach kolejno do Szkoły Powszechnej oraz Państwowego Gimnazjum Klasycznego. W 1931 wstąpił do Korpusu Kadetów nr 2 w Chełmnie. W 1935, po likwidacji KK Nr 2, przeniesiony został do Korpusu Kadetów Nr 3 w Rawiczu. 15 maja 1937 złożył maturę, a następnie przyjęty został do Szkoły Podchorążych Piechoty w Komorowie. Po ukończeniu szkoły i otrzymaniu promocji oficerskiej przydzielony został do nowo powstałego Pułku Strzelców Pieszych w Rembertowie. W szeregach tego oddziału walczył w kampanii wrześniowej 1939. Dowodził 2 plutonem 1 kompanii.
15 listopada 1939 wstąpił do konspiracyjnej organizacji Służba Zwycięstwu Polski (przekształconej w 1940 w Związek Walki Zbrojnej). W latach 1942–1943 był więźniem Pawiaka. Następnie służył w Gwardii Ludowej oraz Armii Ludowej i brał udział w powstaniu warszawskim w 1944. W trakcie okupacji ukrywał się pod nazwiskami Tatarkiewicz i Romanowski.
W 1945 pełnił funkcję przewodniczącego Komitetu Miejskiego Związku Walki Młodych w Poznaniu, po czym wyznaczono go zastępcą dowódcy 12 Dywizji Piechoty w Szczecinie.
Od 1 kwietnia 1948 do 29 stycznia 1949 był słuchaczem Kursu Dowódców Pułków w Wyższej Szkole Piechoty w Rembertowie.
Od 1949 do 1956 kierował Studium Wojskowym Politechniki Gdańskiej. Kolejne stanowisko – zastępcy dowódcy ds. politycznych – objął w Dowództwie Marynarki Wojennej w Gdyni. 2 października 1959 ukończył zaocznie studia w Wyższej Szkole Ekonomicznej w Sopocie. Później na tej uczelni uzyskał stopień doktora nauk ekonomicznych w zakresie makroekonomii morskiej.
1 października 1963 Rada Państwa uchwałą Nr 47/63 awansowała go na kontradmirała w korpusie generałów i admirałów. Nominację odebrał 9 października 1963 w Belwederze z rąk przewodniczącego Rady Państwa, Aleksandra Zawadzkiego.
W latach 1966–1969 był komendantem Wyższej Szkoły Marynarki Wojennej im. Bohaterów Westerplatte w Gdyni. Następnie wyjechał do Chin, gdzie został attaché wojskowym w Chińskiej Republice Ludowej. Zmarł 18 stycznia 1983 w Warszawie. Pochowany w nowej alei zasłużonych na cmentarzu Witomińskim w Gdyni (kwatera 26-38-12).

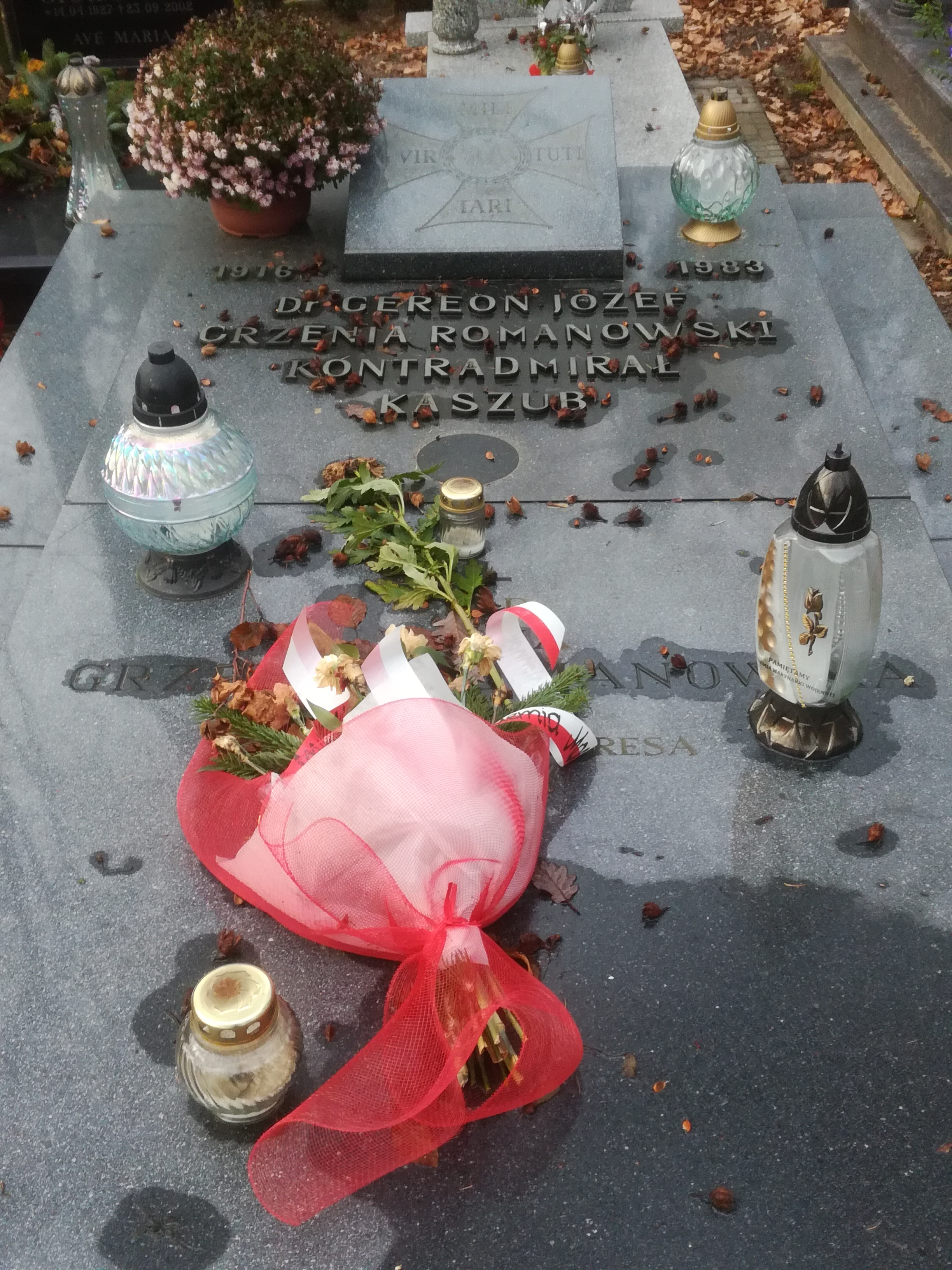
Grób Gereona Grzeni-Romanowskiego na cmentarzu Witomińskim

Od 1945 był członkiem Polskiej Partii Robotniczej, a później Polskiej Zjednoczonej Partii Robotniczej. W okresie od 1957 do 1958 roku był prezesem Wojskowego Klubu Sportowego „Flota” w Gdyni. W 1965 Miejska Rada Narodowa w Chojnicach nadała mu tytuł honorowego obywatela miasta.

## Życie prywatne
Mieszkał w Gdyni. Był żonaty, żona Irena Grzenia-Romanowska (1910-2005).

## Ordery i odznaczenia
- Srebrny Krzyż Orderu Wojennego Virtuti Militari
- Krzyż Kawalerski Orderu Odrodzenia Polski
- Order Sztandaru Pracy II klasy
- Srebrny Krzyż Zasługi
- Krzyż Partyzancki
- Medal za Warszawę 1939–1945
- Medal Zwycięstwa i Wolności 1945
- Złoty Medal „Za zasługi dla obronności kraju”
- Odznaka honorowa "Za zasługi dla Gdańska" (1960)[2]